# Halbregelabstand
Der Halbregelabstand bezeichnet eine Form der Signalisierung innerhalb des H/V-Signalsystems der Deutschen Bahn, bei der zwei benachbarte Hauptsignale im halben Bremswegabstand stehen. Die dadurch mögliche Verkürzung der Blocklänge kann die Streckenkapazität erhöhen.

## Einführung

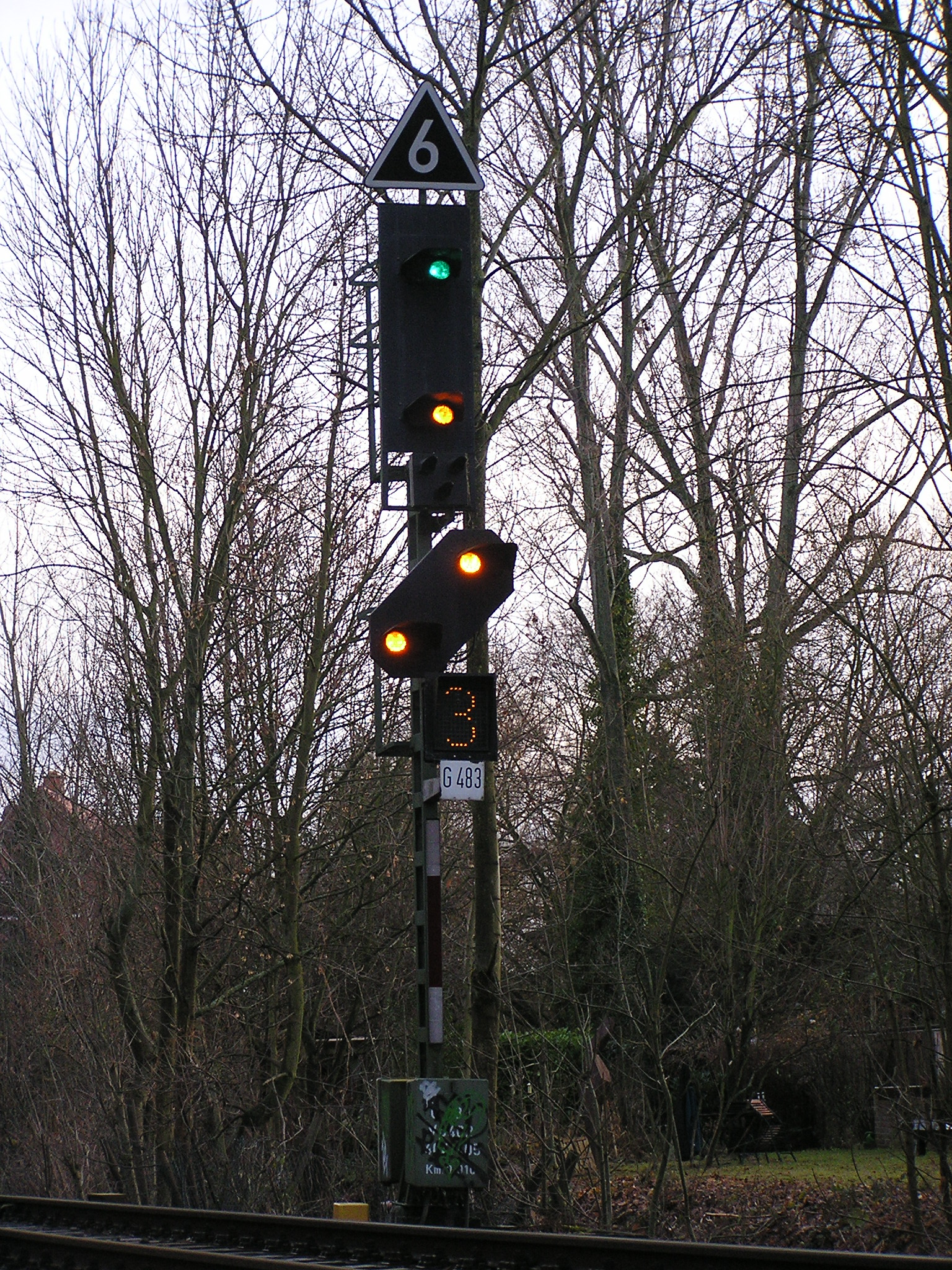
Hauptsignal (grün-gelb) mit Vorsignal (gelb-gelb) und weiteren Signalen an einem gemeinsamen Standort. Das Vorsignal hat damit seinen größtmöglichen Abstand zu seinem korrespondierenden Hauptsignal erreicht.

Aufgrund des langen Bremsweges eines Zuges müssen Halt zeigende Signale dem Lokführer durch ein Vorsignal angekündigt werden, das je nach Strecke bei Hauptbahnen in einer Entfernung von zwischen 700 m und 1300 m vor dem Hauptsignal steht. Da Vorsignale mindestens im Bremswegabstand aufgestellt sein müssen, führt eine Verkürzung des Vorsignalabstands oftmals zu einer Verminderung der zulässigen Höchstgeschwindigkeit.
Ein Hauptsignal regelt dabei die Einfahrt in einen Zugfolgeabschnitt, in dem sich in der Regel zu jeder Zeit höchstens ein Zug befinden darf. Da in Deutschland das Vorsignal immer das nächste folgende Hauptsignal ankündigt, kann das Vorsignal höchstens bis zum Standort des vorausgehenden Hauptsignals abgerückt und mit diesem an einem Standort vereinigt werden. Da also kein weiteres Hauptsignal dazwischen stehen kann, entspricht der kleinstmögliche Abstand zweier Hauptsignale (der die Länge eines Zugfolgeabschnitts festlegt) dem größtmöglichen Vorsignalabstand.
Auf stark belasteten Strecken besteht teilweise der Wunsch eines dichteren Signalabstands, um kürzere Zugfolgeabschnitte zu bilden. Damit sollen Kapazität und Leistungsfähigkeit der Infrastruktur gesteigert werden, indem mehr Züge in kürzerer Folge fahren können. Hierfür wurde der Halbregelabstand entwickelt, bei dem über abgestufte Signalbilder diese Voraussetzungen auch bei kürzerem bis zum halbierten Hauptsignalabstand eingehalten werden können. In den folgenden Skizzen wird eine Länge von 500 m angenommen.

## Funktionsweise

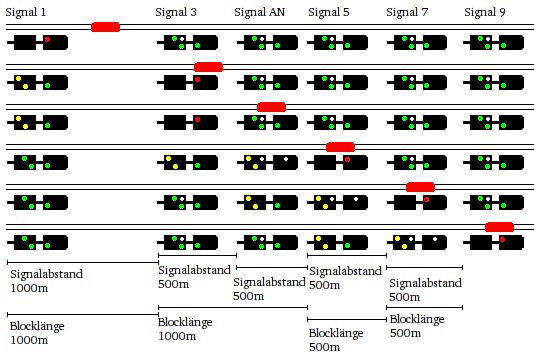
Signalschaltfolge des Halbregelabstands (H/V-Signalsystem)

Im Kernbereich des Halbregelabstands (in der Abbildung im Bereich der Signale 5 bis 9) wird der volle Bremswegabstand dadurch sichergestellt, dass ein Halt zeigendes Hauptsignal über zwei Signalabschnitte hinweg angekündigt wird.
Zeigt das Signal 9 den Signalbegriff Halt (Hp 0), wird am Vorsignal von Signal 5 der Signalbegriff Halt erwarten (Vr 0) gezeigt. Um die Regel einzuhalten, dass ein Vorsignal immer das nächste Hauptsignal ankündigt, muss dafür das Signal 7 betrieblich abgeschaltet werden. Dazu wird das Signal auf Kennlicht geschaltet. Das Vorsignal kündigt das folgende Hauptsignal an. Dabei hat das Vorsignal ein weißes Zusatzlicht, das anzeigt, dass es sich um einen Vorsignalwiederholer handelt.
Fahrt zeigende Hauptsignale werden nur über einen Signalabschnitt angekündigt, da hier keine Bremsung erfolgen muss, ist der verkürzte Abstand nicht problematisch.
Der Übergang vom normalen Signalabstand zum Halbregelabstand (in der Abbildung der Bereich zwischen Signal 3 und Signal 5) erfolgt über ein spezielles Halbregelankündigungssignal (in der Abbildung AN genannt). Die Signalbezeichnung beginnt meist mit einem A. Das Signal steht bereits im Halbregelabstand. Dieses Signal zeigt Kennlicht, wenn das darauffolgende Hauptsignal Halt zeigt. Wenn zwei Signalabschnitte frei sind, also das Vorsignal Fahrt erwarten (Vr 1) anzeigt, wechselt es zum Signalbegriff Fahrt. Das Signal kann nicht Halt anzeigen, da es nicht im normalen Bremswegabstand angekündigt werden kann. Es begrenzt auch keinen Gleisfreimeldeabschnitt.

## Verwendung
Der Halbregelabstand entstand bei der Deutschen Bundesbahn in den 1950er Jahren, er wird nur in ihrem Streckennetz und in Verbindung mit dem H/V-Signalsystem verwendet. Obwohl auch beim Ks-Signalsystem ursprünglich die Anwendung des Halbregelabstandes vorgesehen war, entschied man sich dafür, bei geringem Hauptsignalabstand mit den Zusatzsignalen Zs 3v sowie Zs 3 Bremskurven über mehrere Blockabschnitte zu signalisieren. Diese Heruntersignalisierung über mehrere Blockabschnitte wendete schon die Deutsche Reichsbahn mit Hl-Signalen an. Ihr Vorteil ist nicht nur, dass die Signalstandorte deutlich flexibler sind, sie kommt auch mit weniger Lichtpunkten aus.
Angewandt wird der Halbregelabstand aber auch im H/V-Signalsystem nur selten an besonders stark belasteten Strecken, wie zum Beispiel im Bereich um den Bahnhof Stuttgart Hbf, auf der S-Bahn-Stammstrecke Köln, in Düsseldorf, dem Bahnhof Mainz-Kastel im Rhein-Main-Gebiet und auf der Münchner S-Bahn-Linie S1 in Oberschleißheim.
Eine weitere Verdichtung der Zugfolge ist mit Systemen der Führerstandssignalisierung möglich, bei denen auf konventionelle streckenseitige Signale teilweise oder ganz verzichtet und (nahezu) metergenaue Fahrfreigaben und Geschwindigkeitsinformationen in den Führerstand übermittelt werden können. Damit können sich zwei Züge im Extremfall bis auf die Länge ihres Durchrutschwegs (hier in der Regel 50 m) nähern. In Deutschland wird dazu die linienförmige Zugbeeinflussung in Verbindung mit CIR-ELKE-Systemsoftware verwendet. Derartige Hochleistungsblöcke kommen unter anderem auf der Stammstrecke der S-Bahn München und der Strecke zwischen Karlsruhe und Basel zum Einsatz. Eine ähnlich dichte Blockteilung ist auch mit ETCS Level 2 möglich.